# ان‌جی‌سی ۲۹۶

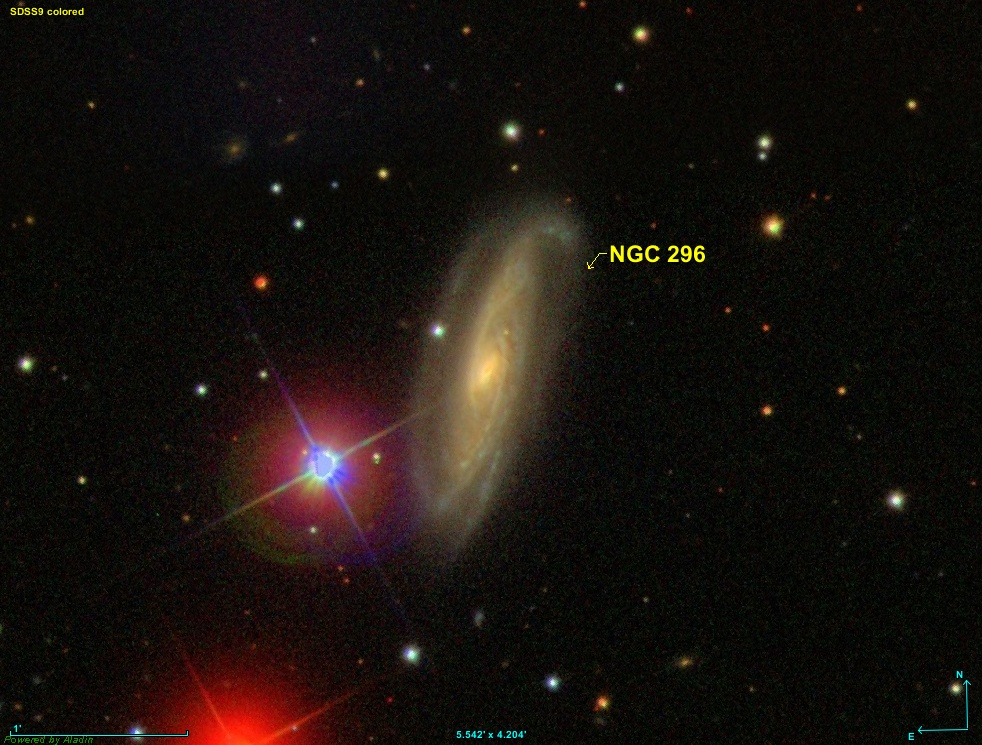
نمایی از ستارهٔ «ان‌جی‌سی ۲۹۶» - تصویر SDSS

ان‌جی‌سی ۲۹۶ (انگلیسی: NGC 296) کهکشان مارپیچی بدون میله‌ای است که در صورت فلکی ماهی واقع شده است.